# The Counselor
The Counselor (El consejero en España, El abogado del crimen en Hispanoamérica) es una película de suspenso de 2013
dirigida por Ridley Scott. Está protagonizada por Cameron Diaz, Michael Fassbender, Penélope Cruz, Javier Bardem y Brad Pitt. También figuran en el reparto Édgar Ramírez, Bruno Ganz, Natalie Dormer, John Leguizamo y Rubén Blades , entre otros.

## Sinopsis
La historia comienza con un hombre conocido solo como el consejero (Michael Fassbender) y su novia Laura (Penélope Cruz) teniendo un encuentro sexual en la cama. En algún lugar de México, se envasa cocaína en barriles y se oculta en un camión de aguas residuales. El camión se la lleva al otro lado de la frontera y la almacena en una planta de tratamiento de aguas residuales. El consejero va a Ámsterdam en lo que él dice que es un viaje de negocios, pero en realidad es una reunión con un comerciante de diamantes (Bruno Ganz), con el fin de comprar un anillo de compromiso para Laura. De vuelta a Estados Unidos, el consejero le propone matrimonio a Laura y ella acepta. Más tarde, el consejero asiste a una fiesta en un ático propiedad de Reiner (Javier Bardem) y su novia Malkina (Cameron Diaz). El consejero y Reiner tienen una larga discusión, durante la cual Reiner afirma que el consejero no está aprovechando su posición de poder tanto como podría.
Westray (Brad Pitt) le advierte al consejero sobre cómo participar en ese acuerdo, diciendo que los cárteles mexicanos no tienen piedad, sobre todo con los abogados. Más tarde, el consejero visita a uno de sus clientes, una interna de una prisión llamada Ruth (Rosie Perez), quien está siendo juzgada por asesinato. El hijo de Ruth es motorista y miembro de un cártel de alto nivel conocido como el Avispón Verde, recientemente detenido por exceso de velocidad. El consejero se compromete a pagar la multa del hijo  de Ruth. Malkina emplea a the Wireman (Sam Spruell) para robar las drogas. Este lo hace decapitando al motorista con un alambre de lado a lado de la carretera. Después de recoger el componente que permitirá que el camión de las aguas residuales arranque, the Wireman conduce a la planta de tratamiento de aguas residuales, donde roba el camión que contenía la cocaína. Al enterarse de este incidente, Westray llama al consejero para notificarle que el Avispón Verde está muerto y que la cocaína ha sido robada.
El cártel ha encontrado que él rescató al Avispón Verde, por lo que aparece por el momento como sospechoso. El consejero pide ayuda a Reiner, pero solo consigue que Reiner le diga que su destino está sellado. En Texas, los dos miembros del cártel se hacen pasar por agentes de la policía para tirar a the Wireman y su cómplice. Un tiroteo se produce cuando el cómplice dispara y mata a uno de los "policías" e hiere a otro. El miembro del cártel herido logra matar al cómplice y a the Wireman, disparando accidentalmente al camión de aguas residuales y matando a un automovilista que va de paso. Reiner es asesinado accidentalmente por miembros del cártel al intentar capturarlo y Laura es secuestrada al mismo tiempo. En un último esfuerzo, el consejero contacta con el Jefe (Rubén Blades), un miembro de alto rango del cártel, para obtener información sobre el paradero de Laura, Reiner y Westray. El Jefe le informa al consejero que viva con las decisiones que él ha tomado, incluso rechazando su oferta de cambiarse por Laura.
Después de que el camión es reparado y el miembro del cártel herido es atendido, se dirige a la ubicación de la reunión en que el comprador (Dean Norris) consigue su cocaína. El consejero se dirige a México, con la esperanza de encontrar a Laura. Un paquete se desliza bajo la puerta de su habitación de hotel. Lo abre y encuentra un DVD con "¡Hola!" escrito en el lado. El consejero se desmorona por completo, en gran medida confirmando que es un vídeo snuff de Laura del cártel. El cuerpo decapitado de Laura es arrojado a un vertedero. Mientras tanto, el esfuerzo fallido de Malkina para robar las drogas significa que ella es el dinero que quiere. Ella engaña a Westray en Londres, contrata a una mujer (Natalie Dormer), lo seduce y roba sus claves bancarias. Ella entonces asesina brutalmente a Westray para conseguir su computadora y acceder a la cuenta. Malkina luego se encuentra con su banquero (Goran Višnjić) en un restaurante caro. Hablan de cómo debe usar su dinero. Ella le informa de que él está por encima de su cabeza y que tiene que salir del negocio porque, si fuera necesario, sería prescindible. Deciden pedir la comida y la película termina con ella diciendo: "Me muero de hambre".

## Elenco
- Michael Fassbender como "El consejero".
- Cameron Diaz como Malkina.
- Javier Bardem como Reiner.
- Penélope Cruz como Laura.
- Brad Pitt como Westray.
- Édgar Ramírez como Priest.
- Dean Norris como Comprador.
- John Leguizamo como Coverall Man Randy.
- Goran Višnjić como Banker.
- Rosie Perez como Ruth.
- Natalie Dormer como Rubia.
- Alex Hafner como Highwayman.
- Bruno Ganz como Diamond Dealer.
- Daniel Holguín como Driver.
- Christopher Obi como Guardaespaldas de Malkina.
- Rubén Blades como Jefe.
- Carlos Julio Molina (DJ 13) como Trabajador.

## Rodaje
El rodaje comenzó el 27 de julio de 2012 en Londres, Reino Unido. El 20 de agosto de 2012, Ridley Scott detuvo la producción de la película debido a la muerte de su hermano Tony Scott. Scott, volvió a Londres para reanudar la producción el 3 de septiembre.
Varias de las escenas fueron rodadas en Alicante y alrededores. Murcia recibe al equipo de Scott después de pasar por el parque natural de las Bardenas Reales (Navarra), donde se simuló la frontera entre EE. UU. y México, y varias localizaciones. Antes fueron Airbag, Acción mutante, Orgullo y pasión o El mundo no es suficiente. Ahora será la última película del director británico la que muestre los evocadores y fotogénicos perfiles de este peculiar paraje que tantas veces sirve de decorado natural para anuncios, sesiones de fotos y películas. Un paisaje semidesértico para ambientar un largometraje de intriga en el que un abogado se ve envuelto en un complicado caso de tráfico de drogas y en cuyo reparto participan Brad Pitt, Michael Fassbender, Cameron Díaz, además de Javier Bardem y Penélope Cruz.